# La peste (телесеріал)
Чума (ісп. La peste) — іспанський драматичний серіал створений Альберто Родрігесом та Рафаелем Кобосом для Movistar+. У стрічці оповідається історія серії злочинів здійснених під час спалаху бубонної чуми у Севільї XVI ст.. Прем'єра на сервісах VOD Movistar + та «0» відбулася 12 січня 2018 року.

## Головні ролі
| Актор                 | Роль            |
| --------------------- | --------------- |
| Пабло Молінеро        | Матео Нуньєс    |
| Мануель Серрано       | Челсо де Гевара |
| Франсіско Барріос     | Луіс де Цуніга  |
| Серхіо Кастеланос     | Валеріо Гуертас |
| Патріція Лопес Арнаіс | Тереза Пінело   |